# Нижній Новгород (футбольний клуб, 2007)
Не варто плутати з нині існуючим клубом «Нижній Новгород»
«Нижній Новгород»  (рос. «Ни́жний Но́вгород») — російський футбольний клуб з Нижнього Новгорода, що в 2008—2012 роках виступав на професійному рівні.
У 2010 році клуб домігся найкращого для себе результату, посівши 3 місце в Першому дивізіоні. У сезоні 2011/12 клуб другий рік поспіль зайняв 3 місце. За підсумками сезону клуб отримав право на стикові матчі з клубом, що зайняв 14 місце в Прем'єр-лізі, але за сумою двох матчів команда поступилася «Волзі» (Нижній Новгород).
У червні 2012 року було досягнуто угоду про злиття клубу з «Волгою» (Нижній Новгород), із збереженням назви останнього.
Незабаром силами вболівальників команда з колишньою назвою була відроджена, але вже на аматорському рівні.

## Кольори клубу
| Сірий | Білий | Блакитний |

## Хронологія назви клубу
- «Нижній Новгород» — січень-травень 2007, з грудня 2007 по травень 2015, з грудня 2015.
- «Нижній Новгород-Волга-Д» — травень 2007 — грудень 2007.
- «Нижній Новгород-Олімпієць-ДЮСШ» — червень 2015 — грудень 2015.

Примітки. У січні 2007 року назву «Нижній Новгород» носила місцева команда «Спартак».З червня 2018 року назву «Нижній Новгород» став носити ФК «Олімпієць».

## Історія команди
Команда утворилася на базі Нижньогородської академії футболу Ігоря Єгорова.
У січні 2007 року на базі аматорської команди «Телма-Водник», що виступав до цього в чемпіонаті Нижньогородської області був створений новий клуб під назвою «Нижній Новгород». 11 травня 2007 року клуб «Волга» і ФК «Нижній Новгород» уклали договір про спільну діяльність, за яким гравці, що не потрапляли до складу «Волги», могли виступати за «Нижній Новгород». Команда «Нижній Новгород» була перейменована в «Нижній Новгород-Волга-Д». Договір був укладений на один сезон; з виходом команди у другий дивізіон клуб повернув колишню назву.
Новим головним тренером клубу, у грудні 2007 року був призначений відомий у минулому футболіст, гравець збірних СРСР, СНД і Росії — Дмитро Кузнецов. Проте вже в лютому 2008 року Кузнецова змінив інший молодий тренер, також учасник чемпіонату світу 1994 року, Ілля Цимбалар.
У лютому 2008 року «Нижній Новгород» пройшов процедуру атестації у ПФЛ і був включений до складу учасників першості Росії серед команд другого дивізіону. Керівництво клубу знову поставило високе завдання — увійти до трійки найсильніших команд зони «Урал-Поволжя». Сезон «городяни» розпочали під керівництвом Іллі Цимбаларя. В команду була запрошена велика група футболістів, які мали досвід виступів у клубах Прем'єр-ліги та першого дивізіону. Але старт нижньогородців в першості не був успішним: яскраві перемоги чергувалися з прикрими поразками. У червні Ілля Цимбалар за сімейними обставинами залишив команду; на пост головного тренера був запрошений екс-тренер дзержинського «Хіміка» Салават Галєєв. Новому наставнику вдалося стабілізувати гру команди, а рекордна серія з дев'яти перемог поспіль вивела «Нижній Новгород» на другу сходинку у таблиці. Після цього в клуб, вирішивши сімейні проблеми, повернувся Цимбалар. Працюючи в тандемі, Галєєв і Цимбалар змогли вирішити поставлене завдання на сезон — увійти до трійки найсильніших.
Через фінансову кризу ряд клубів не зміг взяти участь у турнірі першого дивізіону 2009 року. Керівництво ПФЛ зробила пропозицію нижньогородському клубу брати участь у другому за значущістю дивізіоні Росії. У сезоні 2009 року «Нижній Новгород» зайняв 13-те місце, набравши 50 очок.
Знаковою подією став кубковий матч між петербурзьким «Зенітом», володарем Кубка УЄФА і Суперкубка УЄФА, і «Нижнім Новгородом» в сезоні 2009/10. Перший тайм пройшов з перевагою «Зеніту», що дозволило їм забити один гол. Другий тайм вийшов рівним, часом з невеликою перевагою городян. городянам на деякий час вдалося затиснути господарів у своїй штрафний, заробивши 4 кутових поспіль. Незабаром гості забили м'яч: Максим Зюзін з меж штрафного потужним ударом забив гол у «дев'ятку» воріт Малафєєва. Основний час закінчився внічию — 1:1. В овертаймі господарі забили вирішальний гол. Матч закінчився перемогою «Зеніта» (2:1). Фани ФК «Нижній Новгород» побили на той момент рекорд виїзних матчів не тільки за клуб, але і за всю історію нижньогородського футболу. На кубковому матчі городян підтримувало 108 осіб (на той момент — наймасовіший виїзд за всю історію місцевого футболу).
У 2010 році адміністрація міста відмовилася від фінансування ФК «Нижній Новгород», і відповідальність за фінансування клубу взяв на себе уряд Нижньогородської області на чолі з Валерієм Шанцевим. Їм було надіслано гарантійний лист в ПФЛ, і клуб зміг продовжити свій виступ у першому дивізіоні. Керувала командою тренерська рада на чолі з Президентом клубу та головним тренером Віктором Зайденбергом. В результаті команда провела найкращий сезон у своїй історії, і здобувши 21 перемогу в 38 матчах, посіла третє місце у турнірі першого дивізіону. Команда відстала від переможця турніру краснодарської «Кубані» на 10 очок і на 1 очко від другої «Волги» (Нижній Новгород), які і перейшли у вищий дивізіон — Прем'єр-лігу.
Перед перехідним сезоном 2011/2012 від участі в РФПЛ з фінансових причин відмовився «Сатурн» (Раменське). Але його місце зайняв не «Нижній Новгород», який зайняв 3 місце в першості ФНЛ, а «Краснодар», що посів лише 5 місце. Генеральний директор «Нижнього Новгорода» Денис Маслов заявив, що клуб запрошення вступити в Прем'єр-лігу не отримував. Вперше в історії російського футболу у вищому дивізіоні могли грати дві команди з одного міста (не рахуючи Москви) — «Волга» та «Нижній Новгород». Але в підсумку в РФПЛ зіграли дві краснодарські команди — «Кубань» і «Краснодар».
У сезоні 2011/12 клуб другий рік поспіль зайняв 3 місце. За підсумками сезону клуб отримав право на стикові матчі з клубом, що зайняв 14 місце в РФПЛ. Але за сумою двох матчів команда поступилася «Волзі» (Нижній Новгород).
У червні 2012 року було досягнуто угоду про злиття клубу з «Волгою», з збереженням назви останньої.
Після позбавлення команди професійного статусу групою вболівальників було прийнято рішення відродити клуб. Спонсором став екс-президент клубу Олексій Гойхман. Команда заявилася на зимову першість міста, зайнявши там 6-е місце. Команда складалася переважно з фанатів, а їхні ряди розбавили такі гравці, як Микола та Сергій Жиляеви. По закінченні сезону Гойхман припинив співпрацю з клубом. Новим куратором клубу знову став екс-арбітр ФІФА Ігор Єгоров. Наступний свій турнір — літню першість міста, «Нижній Новгород» впевнено виграв.
У 2014 році клуб виступав у Вищій лізі Нижньогородської області з футболу, посівши 8-е місце. Перед стартом сезону 2015 року було оголошено, що для фінансування клубу немає коштів, через що «Нижній Новгород» знявся зі змагань.
31 травня 2015 року було оголошено про збереження бренду клубу, шляхом об'єднання його з клубом «Олімпієць-ДЮСШ», який виступає в 3 лізі. Команда, зважаючи на вимоги регламенту, оскільки переформування проходить по ходу чинного турніру, спочатку називався ФК «Нижній Новгород-Олімпієць», і грав під брендом і логотипом «Нижнього Новгорода» з несуттєвими вкрапленнями. За підсумками сезону клуб «Нижній Новгород-Олімпієць-ДЮСШ» посів 5 місце в МФС «Приволжя».
У грудні 2015 року клуб повернувся до колишньої назви і логотипу. ФК «Нижній Новогород» взяв участь у зимовій першості Нижньогородської області. У травні 2016 року вболівальники футбольного клубу «Нижній Новгород» звернулися до керівництва міста з проханням про відродження клубу на професійному рівні.

## Досягнення
- 3 місце у Другому дивізіоні ПФЛ 2008.
- Найкращий бомбардир чемпіонату і клубу у Другому дивізіоні ПФЛ — Ілля Бородін.
- Вихід в 1/8 Кубка Росії 2009/10.
- 3 місце в Першому дивізіоні ПФЛ 2010, 2011/12.

## Результати виступів

### Чемпіонат Росії
| Сезон     | Ліга                                        | Місце | І  | В  | Н | П  | М     | О  | Примітка            |
| --------- | ------------------------------------------- | ----- | -- | -- | - | -- | ----- | -- | ------------------- |
| 2007      | МФС Приволжжя                               | 3     | 32 | 21 | 5 | 6  | 76-33 | 68 | ‎Другий дивізіон     |
| 2008      | Другий дивізіон, «Урал-Поволжя»             | 3     | 34 | 22 | 3 | 9  | 78-39 | 69 | ‎Перший дивізіон ПФЛ |
| 2009      | Перший дивізіон                             | 13    | 38 | 14 | 8 | 16 | 37-47 | 50 | Тринадцяте місце    |
| 2010      | Перший дивізіон                             | 3     | 38 | 21 | 7 | 10 | 60-41 | 70 | Третє місце         |
| 2011/2012 | ФНЛ                                         | 3     | 52 | 29 | 7 | 16 | 76-58 | 94 | Третє місце         |
| 2012      | Літня першість Нижнього Новгорода           | 1     | 14 | 13 | 1 | 0  | 62-16 | 40 | Перше місце         |
| 2013/2014 | Зимова першість Нижнього Новгорода          | 2     | 15 | 13 | 0 | 2  | 63-15 | 39 | Друге місце         |
| 2014      | Вища ліга Першості Нижньогородської області | 8     | 20 | 7  | 3 | 10 | 32-34 | 24 | Восьме місце        |
| 2015      | МФС «Приволжжя»                             | 5     | 22 | 10 | 4 | 8  | 37-35 | 34 | П'яте місце         |
| 2015/2016 | Зимова першість Нижнього Новгорода          | 4     | 12 | 8  | 2 | 2  | 38-13 | 26 | Четверте місце      |
| 2016/2017 | Зимова першість Нижнього Новгорода          | 3     | 12 | 9  | 1 | 2  | 61-12 | 28 | Третє місце         |

### Кубок Росії
| Розіграш | Стадія | Матч                       | Рахунок       | Примітка |
| -------- | ------ | -------------------------- | ------------- | --- |
| 2008/09  | 1/512  | Рубін-2 — ФК НН (г)        | 3:1           | ‎Виліт з розіграшу Кубка Росії сезону 2008/09                                                                                    |
| 2009/10  | 1/32   | Сатурн-2 — НН (г)          | 2:3           | ‎ Вихід в 1/16 фіналу |
| 2009/10  | 1/16   | НН — Спартак-Нальчик (д)   | 2:0 (д.в.)    | ‎ Вихід в 1/8 фіналу, перемога над клубом Прем'єр-ліги                                                                           |
| 2009/10  | 1/8    | Зеніт (СПб) — НН (г)       | 2:1 (д.в.)    | ‎Виліт з розіграшу Кубка Росії сезону 2009/10. Городяни поступилися майбутньому володарю трофею.                                 |
| 2010/11  | 1/32   | НН — Волга (д)             | 1:1 (0:3 (п)) | ‎ Виліт з розіграшу Кубка країни                                                                                                 |
| 2011/12  | 1/32   | Текстильник (Ів.) — НН (г) | 0:1           | ‎ Вихід в 1/16 фіналу |
| 2011/12  | 1/16   | НН — Терек (г)             | 0:2           | ‎Виліт з розіграшу Кубка Росії. Через неготовність домашньої арени за погодженням сторін було вирішено провести матч у Грозному. |

## Нижньогородське дербі
Принциповим суперником фанати вважали футбольний клуб «Волга». Великий інтерес викликало «нижньогородське дербі», яке збирало аншлаг на стадіоні. 3 листопада 2010 року був побитий рекорд, коли на дербі городяни зібрали фан-сектор, чисельність якого становила близько 800 осіб.
| Рік  | Ліга                              | Команда 1       | Рахунок        | Команда 2       | Місце               |
| ---- | --------------------------------- | --------------- | -------------- | --------------- | ------------------- |
| 2008 | Другий дивізіон ПФЛ               | Нижній Новгород | 4:0            | Волга           | Стадіон «Північний» |
| 2008 | Другий дивізіон ПФЛ               | Волга           | 2:1            | Нижній Новгород | Стадіон «Політ»     |
| 2009 | Перший дивізіон ПФЛ               | Волга           | 1:2            | Нижній Новгород | Стадіон «Північний» |
| 2009 | Перший дивізіон ПФЛ               | Нижній Новгород | 0:1            | Волга           | Стадіон «Північний» |
| 2010 | Товариський матч                  | Волга           | 1:1            | Нижній Новгород | Белек, Туреччина    |
| 2010 | Кубок Росії                       | Нижній Новгород | 1:1 (пен. 0:3) | Волга           | Стадіон «Локомотив» |
| 2010 | Перший дивізіон ПФЛ               | Волга           | 3:0            | Нижній Новгород | Стадіон «Локомотив» |
| 2010 | Перший дивізіон ПФЛ               | Нижній Новгород | 2:2            | Волга           | Стадіон «Локомотив» |
| 2012 | Стикові матчі РФПЛ-ФНЛ            | Волга           | 2:1            | Нижній Новгород | Стадіон «Локомотив» |
| 2012 | Стикові матчі РФПЛ-ФНЛ            | Нижній Новгород | 0:0            | Волга           | Стадіон «Північний» |
| 2017 | Зимня першість Нижнього Новгороду | Нижній Новгород | 4:0            | Волга           | Стадіон «Північний» |

## Головні тренери
- Дмитро Кузнецов — грудень 2007 — лютий 2008
- Ілля Цимбалар — лютий — червень 2008
- Салават Галєєв — червень — грудень 2008
- Михайло Афонін — січень — червень 2009
- Олександр Григорян — травень 2009 — червень 2010[7]
- Віктор Зайденберг — липень 2009 — грудень 2010
- Володимир Казаков — грудень 2010 — березень 2012
- Олександр Горшков — березень 2012
- Євген Аверін — серпень 2012 — липень 2014
- Сергій Родіонов — липень 2014 — вересень 2014
- Ігор Єгоров — вересень 2014 — квітень 2015
- Валерій Макаров — червень 2015 — грудень 2015
- Андрій Сальников — грудень 2015 — лютий 2016 (граючий тренер)
- Ігор Єгоров — лютий 2016 — січень 2017
- Ігор Горєлов — січень 2017 — н.ч.

## Стадіон
Стадіон «Північний» — стадіон в Нижньому Новгороді, домашня арена футбольного клубу «Нижній Новгород», вміщує 3 180 глядачів.
Після ремонту на стадіоні стало одночасно функціонувати п'ять футбольних полів, покритих штучною травою. Основне поле оснащено системою підігріву і дренажу.